# Bielorussia ai XXI Giochi olimpici invernali
La Bielorussia ha partecipato ai XXI Giochi olimpici invernali di Vancouver, che si sono svolti dal 12 al 28 febbraio 2010, con una delegazione di 50 atleti.

## Medaglie
| Sport     | Oro | Argento | Bronzo | Totale |
| --------- | --- | ------- | ------ | ------ |
| Freestyle | 1   | 0       | 0      | 1      |
| Biathlon  | 0   | 1       | 1      | 2      |
| Totale    | 1   | 1       | 1      | 3      |

| Medaglia | Nome             | Sport     | Evento                      |
| -------- | ---------------- | --------- | --------------------------- |
| Oro      | Aljaksej Hryšyn  | Freestyle | Salti maschile              |
| Argento  | Sjarhej Novikaŭ  | Biathlon  | 20 km individuale maschile  |
| Bronzo   | Dar"ja Domračava | Biathlon  | 15 km individuale femminile |

## Biathlon
| Gara                    | Atleta                                                            | Penalità    | Tempo d'arrivo | Posizione |
| ----------------------- | ----------------------------------------------------------------- | ----------- | -------------- | --------- |
| 10 km sprint            | Evgeny Abramenko                                                  | 0 (0+0)     | 26'57"8        | 49        |
| 10 km sprint            | Sjarhej Novikaŭ                                                   | 1 (0+1)     | 26'37"4        | 40        |
| 10 km sprint            | Aljaksandr Syman                                                  | 0 (0+0)     | 25'53"5        | 20        |
| 10 km sprint            | Rustam Valiulin                                                   | 2 (1+1)     | 26'43"7        | 43        |
| 12,5 km inseguimento    | Evgeny Abramenko                                                  | 1 (0+0+1+0) | 36'56"0        | 40        |
| 12,5 km inseguimento    | Sjarhej Novikaŭ                                                   | 2 (0+0+1+1) | 35'35"2        | 21        |
| 12,5 km inseguimento    | Aljaksandr Syman                                                  | 2 (0+0+1+1) | 36'13"9        | 31        |
| 12,5 km inseguimento    | Rustam Valiulin                                                   | 5 (1+0+2+2) | 37'05"5        | 42        |
| 15 km partenza in linea | Sjarhej Novikaŭ                                                   | 3 (0+0+1+2) | 36'59"3        | 20        |
| 20 km individuale       | Evgeny Abramenko                                                  | 2 (0+1+0+1) | 54'24"8        | 58        |
| 20 km individuale       | Sjarhej Novikaŭ                                                   | 0 (0+0+0+0) | 48'32"0        |           |
| 20 km individuale       | Aljaksandr Syman                                                  | 3 (2+0+1+0) | 53'16"2        | 41        |
| 20 km individuale       | Rustam Valiulin                                                   | 4 (1+1+0+2) | 53'32"3        | 48        |
| Staffetta 4x7,5 km      | Evgeny Abramenko Aljaksandr Syman Rustam Valiulin Sjarhej Novikaŭ | 0+3 1+5     | 1h 25'47"4     | 11        |

| Gara                      | Atleta                                                               | Penalità    | Tempo d'arrivo | Posizione |
| ------------------------- | -------------------------------------------------------------------- | ----------- | -------------- | --------- |
| 7,5 km sprint             | Dar"ja Domračava                                                     | 0 (0+0)     | 20'27"4        | 8         |
| 7,5 km sprint             | Ljudmila Kalinčyk                                                    | 0 (0+0)     | 20'46"1        | 17        |
| 7,5 km sprint             | Vol'ha Nazarava                                                      | 3 (0+3)     | 23'11"7        | 74        |
| 7,5 km sprint             | Nadzeja Skardzina                                                    | 0 (0+0)     | 21'17"6        | 28        |
| 10 km inseguimento        | Dar"ja Domračava                                                     | 4 (0+2+0+2) | 31:57.2        | 15        |
| 10 km inseguimento        | Ljudmila Kalinčyk                                                    | 2 (0+0+1+1) | 31:48.2        | 13        |
| 10 km inseguimento        | Nadzeja Skardzina                                                    | 2 (0+0+1+1) | 33:11.0        | 26        |
| 12,5 km partenza in linea | Dar"ja Domračava                                                     | 1 (0+0+1+0) | 35'53"2        | 6         |
| 12,5 km partenza in linea | Ljudmila Kalinčyk                                                    | 1 (0+0+0+1) | 36'55"2        | 17        |
| 12,5 km partenza in linea | Nadzeja Skardzina                                                    | 1 (0+0+0+1) | 37'38"1        | 22        |
| 15 km individuale         | Dar"ja Domračava                                                     | 1 (0+1+0+0) | 41'21"0        |           |
| 15 km individuale         | Ljudmila Kalinčyk                                                    | 1 (0+1+0+0) | 42'39"1        | 9         |
| 15 km individuale         | Olga Kudryashova                                                     | 0 (0+0+0+0) | 43'11"3        | 16        |
| 15 km individuale         | Nadzeja Skardzina                                                    | 1 (0+0+1+0) | 44'09"4        | 28        |
| Staffetta 4x6 km          | Ljudmila Kalinčyk Dar"ja Domračava Olga Kudrashova Nadzeja Skardzina | 0+1 0+2     | 1h 11'34"0     | 7         |

## Freestyle
| Gara            | Atleta             | Qualificazioni | Qualificazioni | Qualificazioni | Qualificazioni | Finale   | Finale   | Finale | Finale    |
| Gara            | Atleta             | 1° salto       | 2° salto       | Totale         | Posizione      | 1° salto | 2° salto | Totale | Posizione |
| --------------- | ------------------ | -------------- | -------------- | -------------- | -------------- | -------- | -------- | ------ | --------- |
| Salti maschile  | Dzmitryj Daščynski | 115,93         | 122,40         | 238,33         | 4              | 86,95    | 128,73   | 215,68 | 12        |
| Salti maschile  | Aljaksej Hryšyn    | 123,01         | 111,26         | 234,27         | 7              | 120,58   | 127,83   | 248,41 |           |
| Salti maschile  | Anton Kušnir       | 125,89         | 88,01          | 213,90         | 15             |          |          |        |           |
| Salti maschile  | Timofej Slivec     | 110,63         | 111,28         | 221,91         | 12             | 115,84   | 109,74   | 225,58 | 9         |
| Salti femminile | Asol' Slivec       | 84,17          | 85,22          | 129,39         | 7              | 102,79   | 95,90    | 198,69 | 4         |
| Salti femminile | Ala Cuper          | 105,64         | 90,12          | 195,76         | 1              | 86,64    | 95,20    | 181,84 | 8         |

## Hockey su ghiaccio

### Torneo maschile

#### Roster
- Vitali Koval
- Maxim Malyutin
- Andrei Mezin
- Andrei Antonov
- Andrei Bashko
- Vladimir Denisov
- Viktor Kostiuchenok
- Ruslan Salei
- Nikolai Stasenko
- Vadim Sushko
- Alexander Syrei
- Oleg Antonenko
- Sergei Demagin
- Mikhail Grabovski
- Alexei Kalyuzhny
- Konstantin Koltsov
- Andrei Kostitsyn
- Sergei Kostitsyn
- Alexander Kulakov
- Andrei Mikhalev
- Andrei Stas
- Alerei Ugarov
- Sergei Zadelenov

#### Prima fase
| Vancouver 17 febbraio 2010, ore 12:00 UTC-8 | Finlandia | 5 – 1 (2-0, 1-1, 2-0) referto | Bielorussia | Canada Hockey Place |

| Vancouver 19 febbraio 2010, ore 12:00 UTC-8 | Bielorussia | 2 – 4 (0-2, 1-1, 1-1) referto | Svezia | Canada Hockey Place |

| Vancouver 20 febbraio 2010, ore 21:00 UTC-8 | Germania | 3 – 5 (1-1, 0-1, 2-3) referto | Bielorussia | Canada Hockey Place |

Classifica
| Squadre     | Punti | PG | V | VOT | POT | P | GF | GS | DG |
| ----------- | ----- | -- | - | --- | --- | - | -- | -- | -- |
| Svezia      | 9     | 3  | 3 | 0   | 0   | 0 | 9  | 2  | +7 |
| Finlandia   | 6     | 3  | 2 | 0   | 0   | 1 | 10 | 4  | +6 |
| Bielorussia | 3     | 3  | 1 | 0   | 0   | 2 | 8  | 12 | -4 |
| Germania    | 0     | 3  | 0 | 0   | 0   | 3 | 3  | 12 | -9 |

#### Fase ad eliminazione diretta
Playoff
| Vancouver 23 febbraio 2010, ore 12:00 UTC-8 | Svizzera | 3 – 2 SO (1-1, 1-1, 0-0, 0-0 , 2/3-1/3) referto | Bielorussia | Canada Hockey Place |

## Pattinaggio di velocità
| Gara  | Atleta             | Tempo 1 | Tempo 2 | Totale   | Posizione |
| ----- | ------------------ | ------- | ------- | -------- | --------- |
| 500 m | Svetlana Radkevich | 39"899  | 39"854  | 1'19"753 | 33        |

## Sci alpino
| Gara    | Atleta            | 1° manche | 2° manche  | Tempo totale | Posizione |
| ------- | ----------------- | --------- | ---------- | ------------ | --------- |
| Slalom  | Lizaveta Kuzmenka | 59"97     | non finito |              |           |
| Slalom  | Maria Shkanova    | 56"92     | 57"58      | 1'54"50      | 38        |
| Gigante | Lizaveta Kuzmenka | 1'24"60   | 1'26"29    | 2'50"89      | 54        |
| Gigante | Maria Shkanova    | 1'22"18   | 1'18"20    | 2'40"38      | 40        |
| Super-g | Maria Shkanova    | 1'27"84   | 1'27"84    | 1'27"84      | 33        |

## Sci di fondo
| Gara                        | Atleta            | Tempo d'arrivo | Posizione  |
| --------------------------- | ----------------- | -------------- | ---------- |
| 15 km a tecnica libera      | Sjarhej Dalidovič | 35'29"4        | 35         |
| 15 km a tecnica libera      | Aliaksei Ivanou   | 36'48"2        | 60         |
| 15 km a tecnica libera      | Leanid Karnienka  | 37'29"2        | 63         |
| 30 km inseguimento          | Sjarhej Dalidovič | non finito     | non finito |
| 30 km inseguimento          | Aliaksei Ivanou   | 1h 23'37"7     | 48         |
| 50 km con partenza in linea | Sjarhej Dalidovič | 2h 07'47"6     | 25         |
| 50 km con partenza in linea | Aliaksei Ivanou   | 2h 17'59"2     | 45         |

| Gara              | Atleta                             | Qualificazioni | Qualificazioni | Quarti di finale | Quarti di finale | Semifinali | Semifinali | Finale | Finale    |
| Gara              | Atleta                             | Tempo          | Pos.           | Tempo            | Pos.             | Tempo      | Pos.       | Tempo  | Posizione |
| ----------------- | ---------------------------------- | -------------- | -------------- | ---------------- | ---------------- | ---------- | ---------- | ------ | --------- |
| Individuale       | Leanid Karnienka                   | 3'49"12        | 51             |                  |                  |            |            |        |           |
| Sprint di squadra | Sjarhej Dalidovič Leanid Karnienka |                |                |                  |                  | non finito | non finito |        |           |

| Gara                        | Atleta                                                                  | Tempo d'arrivo | Posizione |
| --------------------------- | ----------------------------------------------------------------------- | -------------- | --------- |
| 10 km a tecnica libera      | Ekaterina Rudakova                                                      | 28'16"1        | 59        |
| 10 km a tecnica libera      | Alena Sannikova                                                         | 27'21"3        | 44        |
| 10 km a tecnica libera      | Olga Vasiljonok                                                         | 28'06"2        | 56        |
| 15 km inseguimento          | Nastassja Dubarėzava                                                    | 45'27"9        | 54        |
| 15 km inseguimento          | Ekaterina Rudakova                                                      | 44'50"5        | 50        |
| 15 km inseguimento          | Alena Sannikova                                                         | 43'33"7        | 39        |
| 30 km con partenza in linea | Nastassja Dubarėzava                                                    | 1h 42'28"1     | 45        |
| 30 km con partenza in linea | Alena Sannikova                                                         | 1h 38'31"3     | 39        |
| Staffetta 4x5 km            | Nastassja Dubarėzava Alena Sannikova Olga Vasiljonok Ekaterina Rudakova | 58'28"4        | 11        |

| Gara              | Atleta                             | Qualificazioni | Qualificazioni | Quarti di finale | Quarti di finale | Semifinali | Semifinali | Finale | Finale    |
| Gara              | Atleta                             | Tempo          | Pos.           | Tempo            | Pos.             | Tempo      | Pos.       | Tempo  | Posizione |
| ----------------- | ---------------------------------- | -------------- | -------------- | ---------------- | ---------------- | ---------- | ---------- | ------ | --------- |
| Individuale       | Nastassja Dubarėzava               | 3'56"87        | 42             |                  |                  |            |            |        |           |
| Individuale       | Olga Vasiljonok                    | 4'01"73        | 46             |                  |                  |            |            |        |           |
| Sprint di squadra | Ekaterina Rudakova Olga Vasiljonok |                |                |                  |                  | 19'52"3    | 7          |        |           |